# Chamaecrista claussenii
Chamaecrista claussenii är en ärtväxtart som först beskrevs av George Bentham, och fick sitt nu gällande namn av Howard Samuel Irwin och Rupert Charles Barneby. Chamaecrista claussenii ingår i släktet Chamaecrista och familjen ärtväxter.

## Underarter
Arten delas in i följande underarter:
- C. c. claussenii
- C. c. cyclophylla
- C. c. megacycla